# 运城中学
35°02′27″N 111°01′20″E / 35.0407°N 111.0221°E
运城中学是位于山西省运城市的一所完全中学同时也有小学，是山西省的老牌名校之一。校名系郭沫若题写。现任校长刘智广。与康杰中学、盐化中学同为运城市的山西省示范高中。

## 简介
运城中学的前身是河东书院，始创于明朝正德9年（西元1514年）。清光绪二十九年时改名为山西省立第二中学，民国二十三年（公元1934年）时又改名为山西省立运城中学。 民国廿七年恢复办学(西元1938年)。建国后于1952年恢复建校，文学巨匠郭沫若先生亲笔为运城中学题写校名。校训“知耻力行”是1934年由张国瑞校长制定并沿用至今。

## 历史
抗日战争时期，运城中学师生迁往陕西汉中市洋县的国立七中，即国立山西中学。